# 行徳克己
行徳 克己（ぎょうとく かつみ、1927年〈昭和2年〉2月14日 - 2014年〈平成26年〉7月2日）は、日本の実業家、元共栄火災海上保険社長・会長。福岡県出身。

## 略歴
- 1927年（昭和2年） - 友太の長男として生まれる。
- 1950年（昭和25年） - 九州大学農学部を卒業、共栄火災海上保険へ入社。
- 1974年（昭和49年） - 同社代表取締役に就任。
- 1975年（昭和50年） - 同社代表取締役常務に就任。
- 1980年（昭和55年） - 同社代表取締役専務に就任。
- 1983年（昭和58年） - 同社代表取締役社長に就任。
- 1988年（昭和63年） - 日本損害保険協会副会長に就任[1]。
- 1991年（平成3年） - 藍綬褒章受章[2]。
- 1992年（平成4年） - 同社代表取締役会長に就任。
- 1995年（平成7年） - 同社代表取締役相談役に就任。
- 2001年（平成13年）- 同社相談役退任。
- 2014年（平成26年）7月2日午後7時33分 - 肺癌のため、東京都品川区の病院で死去、87歳[3]。